# What's the 411?
What's the 411? é o álbum de estreia da cantora americana Mary J. Blige, lançado em 28 de julho de 1992. Após assinar contrato com a Uptown Records, Blige começou a trabalhar com o produtor Puff Daddy. Junto com o álbum foram lançados seis singles, incluindo os hits You Remind Me e Real Love.
What's the 411? chegou ao número seis na Billboard 200, ficou no topo da Billboard R&B/Hip-Hop Albums e recebeu a certificação de platina tripla da RIAA, com mais de 3,318,000 cópias vendidas nos Estados Unidos. Também recebeu críticas positivas dos críticos musicais, que elogiaram a voz forte e emotiva de Blige. Também a elogiaram por ter combinado hip hop com soul, o que deu a ela o apelido de "Rainha do Hip Hop Soul".

## Conceito
| Críticas profissionais | Críticas profissionais |
| Avaliações da crítica  | Avaliações da crítica  |
| Fonte                  | Avaliação              |
| ---------------------- | ---------------------- |
| Allmusic               | [ 2 ]                  |
| BBC Music              | (favorable)            |
| Robert Christgau       | [ 4 ]                  |
| Entertainment Weekly   | (A)                    |
| Los Angeles Times      | [ 6 ]                  |
| Rolling Stone          | [ 7 ]                  |

Com dezessete anos de idade, Blige gravou uma versão cover do clássico de Anita Baker "Caught Up in the Rapture" em um estúdio de gravação no shopping Galleria Mall em White Plains, New York. O namorado de sua mãe na época mostrou a fita para o A&R da Uptown Records, Jeff Redd. Redd então mandou a fita para o CEO da gravadora, Andre Hall. Blige se encontrou com Hall em 1990 e cantou a música para ele. Ela acabou assinando com a Uptown e se tornou a primeira mulher e mais jovem artista a assinar com a gravadora.

### Gravação
Após assinar com a Uptown, Mary começou a trabalhar com o produtor musical Puff Daddy. Ele se tornou o produtor executivo e também produziu a maioria do álbum. O título, What's the 411? veio do antigo emprego de Blige como operadora 4-1-1, o serviço de assistência telefônica nos Estados Unidos. O álbum contém elementos de hip hop e new jack swing. A música foi descrita como "reveladora numa base frequente". Blige foi notada por ter uma "personalidade forte e letras das ruas", o que deu ao álbum um "tom corajoso e um realismo que estava em falta na maioria das músicas que estavam nas paradas naquela época." Havelock Nelson da "Entertainment Weekly" disse que Blige "misturou suas origens gospel com as batidas fortes, os samples de rap pesados, e as linhas de sintetizadores obscuras".

## Lista de faixas
| N.º | Título                                                         | Compositor(es)                  | Produtor(es)         | Duração |  |
| 1.  | "Leave a Message"                                              | Sean "Puffy" Combs Tony Dofat   | Dofat Combs          | 3:38    |  |
| 2.  | "Reminisce"                                                    | Kenny Greene Dave Hall          | Hall Combs [A]       | 5:24    |  |
| 3.  | "Real Love"                                                    | Mark Morales Mark C. Rooney     | Morales Rooney       | 4:32    |  |
| 4.  | "You Remind Me"                                                | Hall Eric Milteer               | Hall                 | 4:19    |  |
| 5.  | "Intro Talk" (part. de Busta Rhymes)                           | Dofat Busta Rhymes              | Dofat Combs          | 2:17    |  |
| 6.  | "Sweet Thing"                                                  | Chaka Khan Tony Maiden          | Morales Rooney       | 3:46    |  |
| 7.  | "Love No Limit"                                                | Greene Hall                     | Hall                 | 5:01    |  |
| 8.  | "I Don't Want to Do Anything" (part. de K-Ci Hailey do Jodeci) | DeVante Swing                   | DeVante Swing        | 5:52    |  |
| 9.  | "Slow Down"                                                    | Rooney Morales Joseph E. Keeley | Morales Rooney       | 4:33    |  |
| 10. | "My Love"                                                      | Greene Hall                     | Hall                 | 4:14    |  |
| 11. | "Changes I've Been Going Through"                              | Combs Morales Rooney            | Combs Morales Rooney | 5:15    |  |
| 12. | "What's the 411?" (part. de Grand Puba)                        | Dofat Maxwell Dixon             | Dofat Combs          | 4:13    |  |

Notas
- ↑[A]  denota um co-produtor

Créditos de samples
- "Leave a Message (Intro)" contém um sample de "P.S.K. – What Does It Mean?" de Schoolly D.
- "Reminisce" contém um sample de "Stop, Look, Listen" de MC Lyte.
- "Real Love" contém um sample de "Top Billin'" de Audio Two.
- "You Remind Me" contém um sample de "Remind Me" de Patrice Rushen.
- "Intro Talk (Interlude)" contém um sample de "Hydra" de Grover Washington, Jr.
- "Sweet Thing" é um cover de "Sweet Thing" de Rufus e Chaka Khan.
- "Changes I've Been Going Through" contém um sample de "Make the Music With Your Mouth, Biz" de Biz Markie.
- "What's the 411?" contém um sample de "Pride and Vanity" de Ohio Players e "Very Special" de Debra Laws.

## Desempenho nas paradas
| Parada (1992)                         | Posição topo | Certificação |
| ------------------------------------- | ------------ | ------------ |
| UK Albums Chart                       | 53           |              |
| U.S. Billboard 200                    | 6            | 3× Platina   |
| U.S. Billboard Top R&B/Hip-Hop Albums | 1            | 3× Platina   |